# Pristionema octalatum
Pristionema octalatum är en rundmaskart som beskrevs av Nathan Augustus Cobb 1933. Pristionema octalatum ingår i släktet Pristionema och familjen Ceramonematidae. Inga underarter finns listade i Catalogue of Life.